# Bastian Kraft
Bastian Kraft (* 1980 in Göppingen, aufgewachsen in Hessen) ist ein deutscher Theaterregisseur. Er lebt in Berlin und Zürich.
Nach seinem Studium der Angewandten Theaterwissenschaft in Gießen war Kraft, der bereits zu Studienzeiten Regieassistenzen am Schauspiel Frankfurt und  am Schauspiel Hannover absolvierte, von 2007 bis 2010 am Burgtheater Wien als Regieassistent tätig. 2010 brachte er dort im Vestibül Oscar Wildes Roman Das Bildnis des Dorian Gray auf die Bühne. Auch in anderen Inszenierungen griff Kraft immer wieder auf Romanvorlagen zurück, beispielsweise bei seiner Uraufführung von Helene Hegemanns Erstlingswerk Axolotl Roadkill oder bei seiner Adaption von Kafkas Romanfragment Amerika am Hamburger Thalia Theater, mit der er 2010 erstmals zum Festival radikal jung am Volkstheater München eingeladen wurde.

## Inszenierungen (Auswahl)
- 2007: Die Krankheit Tod von Marguerite Duras am Stadttheater Gießen
- 2008: schöner lügen. Hochstapler bekennen am Burgtheater Wien (Vestibül)
- 2009: Amerika nach Franz Kafka am Thalia Theater Hamburg (Thalia Gaußstraße)
- 2010: Dorian Gray nach Oscar Wilde am Burgtheater Wien (Vestibül, ab 2015 Akademietheater)
- 2010: Axolotl Roadkill nach Helene Hegemann am Thalia Theater Hamburg (Thalia Gaußstraße)
- 2011: Werther nach Johann Wolfgang von Goethe am Schauspielhaus Graz
- 2011: Felix Krull nach Thomas Mann am Volkstheater München
- 2011: Orlando nach Virginia Woolf am Thalia Theater Hamburg (Thalia Gaußstraße)
- 2011: Traumnovelle nach Arthur Schnitzler am Schauspiel Frankfurt (Kammerspiele)
- 2012: Der Geizige – Ein Familiengemälde nach Molière von Peter Licht am Wiener Schauspielhaus
- 2012: Biografie: Ein Spiel von Max Frisch am Deutschen Theater Berlin (Kammerspiele)
- 2012: Der zerbrochne Krug von Heinrich von Kleist am Thalia Theater Hamburg
- 2012: Der Steppenwolf nach Hermann Hesse (Adaption: Joachim Lux) am Schauspielhaus Zürich (Schiffbau, später auch Pfauen)
- 2013: Der talentierte Mr. Ripley nach Patricia Highsmith am Schauspiel Frankfurt (Koproduktion mit dem Deutschen Theater Berlin)
- 2013: Nabokovs Tintenklecks von Michail Schischkin (Uraufführung) am Schauspielhaus Zürich (Schiffbau)
- 2013: Jedermann von Hugo von Hofmannsthal an den Salzburger Festspielen
- 2013: Reigen von Arthur Schnitzler am Staatstheater Stuttgart
- 2014: Die Sehnsucht der Veronika Voss nach dem Film von Rainer Werner Fassbinder am Thalia Theater Hamburg (Thalia Gaußstraße)
- 2014: Der Besuch der alten Dame von Friedrich Dürrenmatt am Deutschen Theater Berlin
- 2014: Dogville von Lars von Trier am Schauspiel Köln
- 2014: Die Schönheit von Ostberlin von Ronald M. Schernikau am Deutschen Theater Berlin (Kammerspiele)
- 2015: Das Käthchen von Heilbronn von Heinrich von Kleist am Thalia Theater Hamburg
- 2015: Die Zofen von Jean Genet am Schauspielhaus Zürich
- 2015: Engel in Amerika von Tony Kushner am Thalia Theater Hamburg
- 2016: Schuld und Sühne von Fjodor Dostojewski am Schauspiel Frankfurt
- 2016: Andorra von Max Frisch am Schauspielhaus Zürich
- 2016: Homo faber von Max Frisch am Schauspielhaus Zürich
- 2016: Ludwig II nach dem Film von Luchino Visconti am Burgtheater Wien (Akademietheater)
- 2017: Tod eines Handlungsreisenden von Arthur Miller am Deutschen Theater Berlin
- 2017: Buddenbrooks von Thomas Mann am Schauspielhaus Zürich
- 2018: Dancer in the Dark nach Lars von Trier am Thalia Theater Hamburg (Thalia Gaußstraße)
- 2018: Mephisto von Klaus Mann am Burgtheater Wien
- 2018: Endstation Sehnsucht von Tennessee Williams am Schauspielhaus Zürich
- 2019: Die schmutzigen Hände von Jean-Paul Sartre am Schauspiel Köln
- 2019: ugly duckling nach Hans Christian Andersen am Deutschen Theater Berlin
- 2019: Lulu von Frank Wedekind in einer Bearbeitung von Bastian Kraft, Residenztheater München
- 2021: Was der Butler sah von Joe Orton, Residenztheater München
- 2021: Atemschaukel von Herta Müller am Schauspiel Köln
- 2021: Die Schwerkraft der Verhältnisse von Marianne Fritz am Burgtheater Wien (Akademietheater)
- 2022: Der Tod in Venedig von Thomas Mann, Thalia Theater Hamburg (Thalia Gaußstraße)
- 2022: Rusalka von Antonin Dvorak, Staatsoper Stuttgart
- 2022: As you f***ing like it nach William Shakespeare am Deutschen Theater Berlin
- 2023: Der Zauberberg von Thomas Mann am Burgtheater Wien
- 2023: Der Talisman von Johann Nestroy am Thalia Theater Hamburg (Thalia Gaußstraße)
- 2023: Buddenbrooks nach Thomas Mann am Residenztheater München
- 2024: Die verlorene Ehre der Katharina Blum von Heinrich Böll am Schauspiel Köln
- 2024: Pygmalion von George Bernhard Shaw am Deutschen Theater Berlin (Kammerspiele)
- 2024: Die Katze auf dem heißen Blechdach von Tennessee Williams am Schauspiel Köln
- 2024: Idomeneo von W.A. Mozart an der Staatsoper Stuttgart
- 2025: Die kleine Meerjungfrau nach H.C. Andersen am Schauspielhaus Zürich
- 2025: Bunbury (The Importance of Being Earnest) von Oscar Wilde am Royal Danish Theatre Copenhagen

## Auszeichnungen
- 2010: Einladung seiner Inszenierung von Amerika (Thalia Theater Hamburg) zu radikal jung und Gewinn des Publikumspreises des Festivals[3]
- 2011: Einladung seiner Inszenierung Dorian Gray (Burgtheater Wien) zu radikal jung[4]
- 2012: Einladung seiner Inszenierung von Felix Krull (Volkstheater München) zu radikal jung und Gewinn des Publikumspreises des Festivals[3]
- 2013: Rolf-Mares-Preis in der Kategorie Herausragende Inszenierung/Aufführung für Der zerbrochne Krug im Thalia Theater[5]
- 2017: Friedrich-Luft-Preis für Tod eines Handlungsreisenden am Deutschen Theater Berlin
- 2023: Theaterpreis Hamburg in der Kategorie Inszenierung für "Der Talisman" am Thalia Theater.[6]
- 2023: Nominierung Deutscher Theaterpreis "Der Faust" in der Kategorie "Inszenierung Musiktheater" für "Rusalka" an der Staatsoper Stuttgart[7]

## Belege
1. 1 2  Bastian Kraft. Deutsches Theater Berlin, archiviert vom Original am 24. Oktober 2012; abgerufen am 4. November 2012.
2. ↑  Kraft, Bastian. Glossar. Nachtkritik.de, archiviert vom Original (nicht mehr online verfügbar) am 15. Juli 2014; abgerufen am 4. November 2012.
3. 1 2  Doppelpack des Lokalmatadoren. Nachtkritik.de, abgerufen am 19. Dezember 2012.
4. ↑  Radikal Ich. Frankfurter Rundschau Online, 18. April 2011, abgerufen am 19. Dezember 2012.
5. ↑  Preisträger (Memento vom 23. Oktober 2013 im Internet Archive) rolf-mares-preis.de, abgerufen am 25. November 2024.
6. ↑  Preisträger*innen 2023. Abgerufen am 25. November 2024.
7. ↑  Christian Rakow: Nominierungen für den Faust-Theaterpreis 2023. 21. Februar 2024, abgerufen am 21. Februar 2024 (deutsch).

| Personendaten    | Personendaten              |
| ---------------- | -------------------------- |
| NAME             | Kraft, Bastian             |
| KURZBESCHREIBUNG | deutscher Theaterregisseur |
| GEBURTSDATUM     | 1980                       |
| GEBURTSORT       | Göppingen                  |